# Guarino Guarini

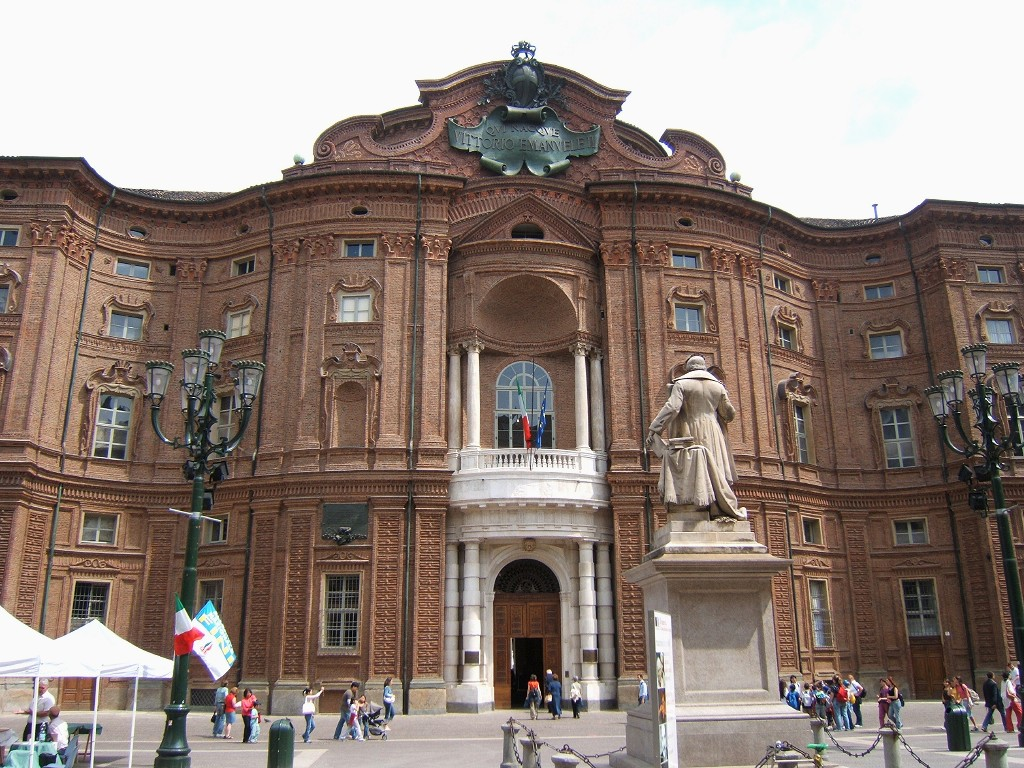
Palazzo Carignani en Torí (1679) por Guarino Guarini

Guarino Guarini   (Mòdena, 17 de gener de 1624 - Milà, 6 de març de 1683) va ser sacerdot de l'Orde dels Clergues Regulars teatins, matemàtic, escriptor, pedagog i arquitecte italià del segle xvii.

## Biografia
Va ingressar, com els seus germans, molt jove a l'ode dels teatins i va estudiar entre 1639 i 1645 al convent dels teatins de Roma i els dos anys següents al de Venècia. A continuació va estar a diferents convents teatins italians fins al 1657. Del període 1657-1660 no es coneix gran cosa i alguns investigadors especulen amb possibles estances a Portugal, Espanya o Praga. Des de 1660 fins a 1662 va estar a Messina, construint l'església Santissima Anunziata i entre 1662 i 1666 va estar a París, invitat pel cardenal Mazarino, construint la casa dels teatins de París, Santa Anna la Reial. El 1666 es va traslladar a Torí per posar-se al servei del ducat de Savoia.
Va ser alhora estudiós de les matemàtiques, professor de literatura i filosofia a Messina, i arquitecte del duc Carles Manuel II de Savoia. Va escriure una sèrie de llibres de matemàtiques i de filosofia natural, en llatí i en italià, entre els quals el seu Euclides adauctus és un dels primers tractats de geometria descriptiva.

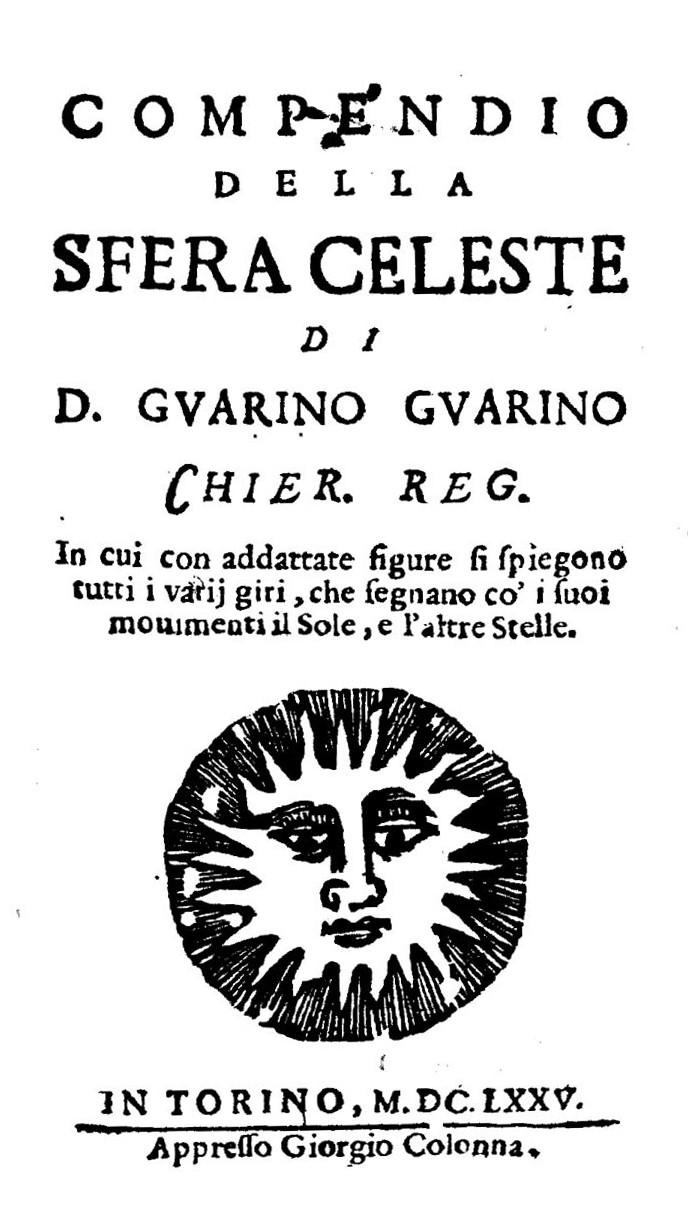
Compendio della sfera celeste, 1675

Va dissenyar un nombre molt gran d'edificis públics i privats a Torí, incloent palaus per al duc de Savoia, l'església real de Sant Llorenç (1666-1680), la major part de la capella de la Santissima Sindone (el sant sudari) (1688), incorporant treballs previs de Castellamonte, el Palazzo Carignano (1679-1685), i diversos edificis públics i eclesiàstics a Mòdena, Messina, Verona, Viena, Praga, Lisboa i París.
Va rebre influència estilística de Borromini, i la seva tendència va ser heretada pel seu alumne, Filippo Juvarra, i l'alumne d'aquest, Bernardo Antonio Vittone.
Fundà famoses escoles-internats a Venècia, Verona, Florència, Pàdua i finalment a Ferrara. Centres des d'on difongué el seu model d'humanista. Tingué entre els seus alumnes a Victorino da Feltre i Lionello d'Este. Fou el primer a dissenyar un pla orgànic d'educació que responia als valors del Renaixement. Prenent les llengües i la literatura clàssiques com a fonaments del seu programa adreçat a la formació humana.

## Obra escrita
Va publicar els següents llibres:
- 1660 La pietà triomfante, una tragicomèdia moral publicada a Messina.[3]
- 1665 Placita Philosophica, un tractat de filosofia natural publicat a París.[11]
- 1671 Euclides adauctus
- 1675 Compendio della sfera celeste
- 1676 Trattato de fortificatione
- 1678 Leges temporum et planetarum, un breu tractat de cosmologia que anticipa el seu posterior
- 1683 Coelestis Mathematicae
- 1686 Dissegni d' architettura civile et ecclesiastica
- 1737 Architettura civile, publicat de forma pòstuma.[12]

## Obra arquitectònica
- 1659(?) Santa Maria della Divina Providenca a Lisboa, destruïda el 1755 per un terratrèmol
- 1660 Església dels clergues de Somasca a Messina, projecte no realitzat
- 1661 Façada de Santissima Annunziata i palau teatí adjacent, a Messina, destruït el 1908 per un terratrèmol
- 1666 Sainte-Anne-la-Royale a París, demolida el 1823
- 1668 Capella del Sant Sudari a Torí
- 1668 Església Reial de San Lorenzo a Torí, remodelació total d'un edifici preexistent
- 1676 Castell de Racconigi
- 1678 Colegio dei Nobili de Torí (actual seu de l'Acadèmia de Ciències), tot i que la seva participació sembla que va ser matginal
- 1678 Santuario della Consolata a Torí, remodelació acabada per altres arquitectes
- 1679 San Filippo Neri de Torí, encàrrec que es va quedar en el paper
- 1679 Palau Carignano a Torí